# Бредлі Стівен Перрі
Бредлі Стівен Перрі (нар. 23 листопада 1998)— американський актор. Відомий як Гейб Данкан у ситкомі «Щасти, Чарлі» на каналі Disney, як Роджер Елістон III у «Класному мюзиклі» та у спін-оффі фільму «Казкова пригода Шарпей». Після цього Перрі знявся у комедіях «Могутні медики» та у спін-оффі «Лабораторні щури: Елітна сила», де він зіграв роль Каза.

## Кар'єра
У 2008 році Перрі розпочав свою професійну акторську кар'єру: вже у віці 10 років мав невеликі ролі у фільмах «Виберіть Коннора» та «Чудовий Макс». Наступного року він дебютував на телебаченні з головною роллю в кримінальній драмі CBS «Без сліду». Протягом наступного року Перрі продовжував зніматися в невеликих комедійних ролях у таких фільмах, як «Продавець», «День навпаки» і «Старі собаки».
У 2010 році Перрі знявся у сімейному комедійному фільмі «Щасти, Чарлі» . У серіалі Перрі зіграв пустотливого і хитромудрого Гейба Данкана, третього з п'яти братів і сестер у родині Данканів. У 2011 році він знявся у фільмі «Щасти, Чарлі, це Різдво!»
У тому ж році Перрі знявся в оригінальному фільмі «Казкова пригода Шарпей» на каналі Disney, де він зіграв Роджера Еллістона III,  власника собаки і суперника Шарпея, змагаючись за те, щоб його собака отримала головну роль у Бродвеї. У 2013 році Перрі почав грати Каза в шоу «Могутні медики» (Mighty Med) разом із Джейком Шортом та Періс Берелс.
У 2014 році Перрі знявся в ролі Джека Паркера в фільмі «Штани у вогні» , прем'єра якого відбулася на каналі Disney XD 9 листопада 2014 р. У 2015 році проект «Могутні медики»  закінчився, але хлопець продовжував грати Каза в спін-оффі «Лабораторні щури: Елітна сила» (Lab Rats: Elite Force), прем'єра якої відбулася у березні 2016 року.  У 2017 році він з'явився у фільмі «Нащадки: Злий світ» в ролі Зевона.

## Особисте життя
Перрі живе в Південній Каліфорнії зі своїми батьками та трьома старшими сестрами. Він навчався вдома та на знімальному майданчику «Щасти, Чарлі». У вільний час грав у місцевій бейсбольній команді. Перрі є завзятим шанувальником Boston Red Sox і New England Patriots. Він з'явився в телевізійному промо каналі NBC Sunday Night Football, як " Дитина-патріот " .
Перрі бере участь у різних благодійних справах, включаючи дитячу лікарню Mattel, яка забезпечує лікування дітей, що страждають на дитячі захворювання; Toys for Tots, яка дарує іграшки дітям із неблагополучних сімей під час Різдва; та Фонд «Зроби бажання», який здійснює побажання дітей із захворюваннями, що загрожують життю.  

## Фільмографія

### Кіноролі
| Рік  | Фільм                               | Роль                | Помітки                |
| ---- | ----------------------------------- | ------------------- | ---------------------- |
| 2007 | Виберіть Коннора                    | хлопчик із Школи    |                        |
| 2007 | Чудовий Макс                        | Джорджі Розенталь   | Короткометражний фільм |
| 2009 | Старі собаки                        | Хлопчик із футболу  |                        |
| 2009 | Хто застрелив мамбу?                | Девід               |                        |
| 2009 | День навпаки                        | Охоронець 39        |                        |
| 2009 | Товари: Жити важко, продавати важко | Молодий Дон         |                        |
| 2010 | Павич                               | Молодий Джон Скілпа | Голосова роль          |
| 2020 | Х’юбі Хеллоуїн                      | Кормак              |                        |

### Телевізійні ролі
| Year      | Show                          | Role                  | Notes                                     |
| --------- | ----------------------------- | --------------------- | ----------------------------------------- |
| 2008      | Без сліду                     | Чарлі                 | Епізод: «Закриття»                        |
| 2010–2014 | Щасти, Чарлі                  | Гейб Данкан           | Головна роль                              |
| 2011      | Казкова Пригода Шарпей        | Роджер Еллістон       | Оригінальний фільм каналу Дісней          |
| 2011      | Щасти, Чарлі, це Різдво!      | Гейб Данкан           | Оригінальний фільм каналу Дісней          |
| 2013      | Джессі                        | Гейб Данкан           | Епізод: Щасти, Джессі: Різдво в Нью-Йорку |
| 2013–2015 | Могутні медики                | Каз                   | Роль у співпраці                          |
| 2014      | Виграш, програш або нічия     | Бредлі Стівен Перрі   | Ігрове шоу; учасник дискусії, 3 серії     |
| 2014      | Штани у вогні                 | Джек Паркер           | Оригінальний фільм каналу Дісней          |
| 2015      | Я цього не робив              | Доктор Скотт Габріель | Епізод: «Доктор»                          |
| 2016      | Лабораторні щури: елітна сила | Каз                   | Роль у співпраці                          |
| 2016–2017 | Нащадки: Злий світ            | Зевон                 | Голосова роль (2 сезон)                   |
| 2017      | Безмовна                      | Дональд               | Епізод: «Її герой»                        |
| 2019–2020 | Школа                         | Алек Радей            | 5 епізодів                                |

## Нагороди та номінації
| Рік      | Премія                    | Категорія                                                | Роль        | Номінована робота | Результат   |
| 2011 рік | Премія молодого художника | Найкращий спектакль у серіалі. Підтримка молодого актора | Гейб Данкан | Щасти, Чарлі      | Номінований |
| 2012 рік | Премія молодого художника | Найкращий спектакль у серіалі. Підтримка молодого актора | Гейб Данкан | Щасти, Чарлі      | Номінований |